# 동산항
동산항은 강원특별자치도 양양군 현남면 동산리에 있는 어항이다. 1972년 5월 4일 지방어항으로 지정하여 관리하고 있다. 시설관리자는 양양군수이다.

## 어항구역
동산항의 어항구역은 다음과 같다.
- 수역
  - 동방파제 북서측 1번지의 동측 돌출부(N37˚ 58´ 41.999˝, E126˚ 45´ 52.536˝, X:497,622.109, Y:179,066.132)에서 350°방향으로 190m지점(N37˚ 58´ 40.929˝, E126˚ 46´ 00.203˝, X:497,588.636, Y:179,253.160), 이점에서 정남으로 360m지점(N37˚ 58´ 29.251˝, E126˚ 46´ 00.241˝, X:497,228.636, Y:179,253.160), 이점에서 정서로 240m지점(N37˚ 58´ 29.232˝, E126˚ 45´ 05.406˝, X:497,228.636, X:179,013.160), 이점에서 157°방향으로 육지측 지적경계선과 만나는 점을 순차적으로 연결한 선내의 수역
- 육역
  - 양양군 현남면 동산리 137-1 (잡종지, 2094m2)
  - 양양군 현남면 동산리 137-2 (잡종지, 413m2)
  - 양양군 현남면 동산리 137-3 (잡종지, 1140m2)
  - 양양군 현남면 동산리 137-4 (제방, 418m2)
  - 양양군 현남면 동산리 137-6 (잡종지, 1363m2)
  - 양양군 현남면 동산리 137-7 (제방, 2070m2)
  - 양양군 현남면 동산리 90-26 (제방, 769m2)